# Gunung Manumpak
Gunung Manumpak is een bestuurslaag in het regentschap Karo van de provincie Noord-Sumatra, Indonesië. Gunung Manumpak telt 285 inwoners (volkstelling 2010).